# A982 road
Die A982 road ist eine A-Straße in Schottland. Sie schließt das Stadtzentrum Peterheads in Aberdeenshire an die Fernstraße A90 an, welche in einem weiten Bogen um die Stadt herumgeführt wird.

## Verlauf
An ihrem Südende zweigt die A982 an einem Kreisverkehr von der A90 (Perth–Fraserburgh) ab. In nordöstlicher Richtung verlaufend, führt sie durch die südlichen Stadtteile Peterheads entlang dem Ufer der Peterhead Bay. Im Stadtzentrum mündet die A950 (New Pitsligo–Peterhead) an einem Kreisverkehr ein. Jenseits des Kreisverkehrs heißt die zuvor als South Road geführte A982 King Street und bildet eine der Hauptverkehrsstraßen der Stadt. Nach rund 400 m knickt sie an einer Kreuzung in nordwestlicher Richtung ab und wird zunächst als Queen Street, dann als Balmoor Terrace geführt. Das Fußballstadion Balmoor passierend verlässt sie den Innenstadtbereich und führt als North Road entlang dem Südufer des Ugie durch die nördlichen Stadtteile. Am Nordrand von Peterhead vereinigt sich die A982 nach einer Gesamtstrecke von 5,5 km wieder mit der A90.

## Umgebung
Entlang der A982 liegen zwei denkmalgeschützte Bauwerke. Das Eckhaus 27 Prince Street wurde in den 1840er Jahren als Teil eines Gefängnisses erbaut. Es ist als Kategorie-B-Bauwerk geschützt. Die schlichte St Andrew’s Church stammt aus dem Jahre 1870. Das neogotische Bauwerk liegt an der Kreuzung von King Street und Queen Street und ist als Kategorie-C-Bauwerk klassifiziert.